# Chimarra hezron
Chimarra hezron är en nattsländeart som beskrevs av Malicky 1993. Chimarra hezron ingår i släktet Chimarra och familjen stengömmenattsländor. Inga underarter finns listade i Catalogue of Life.